# Rhianos
 (janvier 2023).
Si vous disposez d'ouvrages ou d'articles de référence ou si vous connaissez des sites web de qualité traitant du thème abordé ici, merci de compléter l'article en donnant les références utiles à sa vérifiabilité et en les liant à la section « Notes et références ».
Rhianos ou Rhianus de Crète (Ῥιανὸς ὁ Κρής) est un poète et grammairien grec, ayant vécu vers le IIIe siècle av. J.-C. Il serait originaire de Thrace ou de Crète et, selon Pausanias, d’une ville nommée « Bène ».

## Biographie
La Souda nous apprend qu’il fut d’abord esclave, avant de devenir gérant d’une palestre. Parti pour  Alexandrie, il y aurait étudié la grammaire et la littérature. En tous cas, on le rattache à l’école de la grande période alexandrine. Il composa divers ouvrages dont il ne nous est parvenu que des fragments :
- un poème épique : « Héracléade » (en trois livres). Alexis Pierron  (Histoire de la littérature grecque ; Hachette, 1857) juge sévèrement les quelques vers restants à cause de réminiscences des récits homériques.

- des poèmes  historiques pleins d’érudition et assez bien informés pour servir de source à des historiens tels que Pausanias : « Histoire des Achéens » (Akhaika) ;  « Histoire des Éléens » (Héliaka) ;  « Histoire des Thessaliens » (Thessalika) et « Histoire des Messéniens » (Messènika).

- un poème : La Renommée (dont on ne sait rien du contenu).

- et, surtout, des Épigrammes: une dizaine nous en sont parvenues dans leur intégralité grâce à l'Anthologie grecque. Tout en portant sur des sujets classiques de la poésie érotique, elles nous montrent, selon Hoefer, plus que ses autres écrits, son talent fait de finesse et d’élégance.

Il est mentionné par ailleurs dans les scholies d’Homère, qui semblent  indiquer qu’il fut également un important commentateur du poète.